# Willy Semedo
Pour les articles homonymes, voir Semedo.
Willy Semedo, né le 27 avril 1994 à Montfermeil, est un footballeur international cap-verdien, qui possède aussi la nationalité française. Il évolue au poste d'ailier à l'Omónia Nicosie.

## Biographie

### En club
Willy Semedo naît le 27 avril 1994 à Montfermeil, en Seine-Saint-Denis, de parents cap-verdiens.
Il commence le football à l'âge de 7-8 ans dans le club d'Arcueil, puis rejoint en U13 le Montrouge FC, avant de rejoindre le CO Vincennes en U17 National. Après une saisons à l'AC Boulogne-Billancourt, Semedo revient au Montrouge FC en U19 et seniors.
En 2014, il quitte le club des Hauts-de-Seine pour rejoindre Chypre et l'Alkí Oróklini.
Avec le club chypriote, il enchaîne trois promotions d'affilée entre 2015 et 2017 pour faire passer le club de la quatrième à la première division. Il est notamment sacré champion de quatrième division en 2015 et champion de deuxième division en 2017, ainsi la Coupe de Chypre des troisième et quatrième division en 2016.
Le 31 janvier 2018, il rejoint la Belgique et le Sporting Charleroi contre 150 000 euros, et signe un contrat de deux saisons plus deux en option. Il débute avec les Zèbres le 13 avril 2018 lors d'un match de play-offs face au KRC Genk (match nul 2-2), en remplaçant Cristian Benavente à la 83e minute.
Le 30 août 2018, il est prêté pour une demi-saison au KSV Roulers, en deuxième division belge, afin d'obtenir plus de temps de jeu,.
Le 1er février 2019, Semedo est transféré au Politehnica Iași en Roumanie.
À l'été 2019, il rejoint le Grenoble Foot 38, qui évolue en Ligue 2. Il fait ses débuts sous le maillot grenoblois le 26 juillet 2019 dans le cadre de la première journée de championnat (match nul 3-3) sur la pelouse de l'En avant Guingamp, en remplaçant Jonathan Tinhan à 20 minutes du terme. Il inscrit son premier but avec le GF38 lors du premier tour de Coupe de la Ligue face au Rodez AF (1 partout, puis victoire de Grenoble aux tirs au but).
Le 22 juin 2021, en fin de contrat au GF38, il fait son retour à Chypre trois ans après avoir quitté l'île en s'engageant pour deux saisons en faveur du Paphos FC.

### En sélection
Né en France et d'origine cap-verdienne, Willy Semedo est sélectionné en équipe du Cap-Vert pour la première fois le 1er octobre 2020. Il dispute son premier match avec les Requins bleus le 7 octobre lors d'un match amical face à Andorre (victoire 2-1), et est remplacé à l'heure de jeu par Garry Rodrigues,. Il joue son deuxième match trois jours plus tard face à la Guinée, toujours en amical, lors d'une défaite 2-1. Il remplace Marco Soares à la 73e minute. Il figure sur la liste des joueurs sélectionnés pour participer à la Coupe d'Afrique des nations 2021. En décembre 2023, il est retenu dans la liste des vingt-sept joueurs cap-verdiens sélectionnés par Bubista pour disputer la Coupe d'Afrique des nations 2023.

## Matchs internationaux
| Matchs internationaux de Willy Semedo | Matchs internationaux de Willy Semedo | Matchs internationaux de Willy Semedo        | Matchs internationaux de Willy Semedo | Matchs internationaux de Willy Semedo | Matchs internationaux de Willy Semedo | Matchs internationaux de Willy Semedo                             |
| #                                     | Date                                  | Lieu                                         | Adversaire                            | Résultat                              | Compétition                           | Notes                                                             |
| ------------------------------------- | ------------------------------------- | -------------------------------------------- | ------------------------------------- | ------------------------------------- | ------------------------------------- | ----------------------------------------------------------------- |
| 1                                     | 7 octobre 2020                        | Estadi Nacional, Andorre-la-Vieille, Andorre | Andorre                               | 1 - 2                                 | Match amical                          | Titulaire et remplacé par Garry Rodrigues à la 57e minute de jeu. |
| 2                                     | 10 octobre 2020                       | Stade de l'Algarve, Faro, Portugal           | Guinée                                | 1 - 2                                 | Match amical                          | Entre en jeu à la place de Marco Soares à la 73e minute de jeu.   |
| 3                                     | 8 juin 2021                           | Stade Lat-Dior, Thiès, Sénégal               | Sénégal                               | 2 - 0                                 | Match amical                          | Titulaire.                                                        |

## Palmarès
Alkí Oróklini
| - Championnat de Chypre D2 (1) : - Champion : 2016-17. - Championnat de Chypre D4 (1) : - Champion : 2014-15. |  | - Coupe de Chypre D3 & D4 (1) : - Vainqueur : 2015-16. |